# Blaesoxipha grunini
Blaesoxipha grunini är en tvåvingeart som beskrevs av Boris Borisovitsch Rohdendorf och Yu. G. Verves 1977. Blaesoxipha grunini ingår i släktet Blaesoxipha och familjen köttflugor.
Artens utbredningsområde är Turkmenistan. Inga underarter finns listade i Catalogue of Life.